# Elvira Sanders-Platz
Elvira Sanders-Platz (* 15. September 1891 in Köln; † 10. August 1942 im KZ Auschwitz-Birkenau) war eine deutsch-niederländische Damenhuthändlerin und Fabrikantenwitwe und wurde als gebürtige Jüdin im Vernichtungslager Auschwitz ermordet.

## Leben

### Kindheit und Ausbildung
Elvira Platz wurde in die kinderreiche jüdische Familie von Jonas Platz und seiner Frau Ida (geb. Heimbach) geboren. Nach einer Ausbildung zur Modistin siedelte Elvira zusammen mit ihrer Schwester Selma ins niederländische Leiden über und leitete in einem Kaufhaus die Hutabteilung. In Leiden lernte sie ihren späteren Ehemann Joseph Franziskus Xaverius Sanders kennen, den Besitzer einer Seifenfabrik.

### Konversion und Taufe
Beeinflusst durch die Beziehung zu dem Katholiken Sanders suchte Elvira Platz den Kontakt zur katholischen Kirche und ließ sich am 30. März 1918 in Oegstgeest taufen. Am 25. Juni 1918 heirateten die beiden in der Petruskirche von Leiden, und ein Jahr später wurde ihr einziges Kind, Anna, geboren.

### Verfolgung und Ermordung
Elvira Sanders-Platz und ihr Ehemann nahmen regen Anteil am Schicksal ihrer jüdischen Verwandten in Deutschland, die zunehmend unter den judenfeindlichen Maßnahmen des nationalsozialistischen Regimes zu leiden hatten. Nach der Pogromnacht vom 9. November 1938 holte Xaverius Sanders zusammen mit seinem Rechtsanwalt neun Familienmitglieder aus Deutschland nach Leiden und brachte sie zunächst in seinem Haus unter.
Nach dem Tod ihres Mannes am 17. August 1939 engagierte sich Elvira Sanders-Platz verstärkt im kirchlichen Bereich, insbesondere der Pfarrcaritas. Außerdem besuchte sie mit großem Interesse theologische Kurse des jungen Dominikaners Edward Schillebeeckx.
Anfang Juli 1942 begannen die Massendeportationen von Juden aus den Niederlanden, die nach offizieller Darstellung angeblich in „Arbeitslager“ gebracht wurden. Am 11. Juli protestierten die niederländischen Kirchen in einem gemeinsamen Telegramm an den Reichskommissar für die Niederlande, Arthur Seyß-Inquart, gegen diese Maßnahmen. Seyß-Inquart reagierte mit der überraschenden Zusicherung, vor 1941 getaufte Juden aller christlichen Konfessionen würden von der Deportation ausgenommen, wenn die Kirchen ihren Protest nicht öffentlich machten. Unbeeindruckt von diesem Angebot veröffentlichten die Reformierte Staatskirche (als größte christliche Konfession) und die katholischen Bischöfe der Niederlande ihr Protesttelegramm am Sonntag, dem 26. Juli 1942. Dazu ließ der katholische Erzbischof von Utrecht, Johannes de Jong, am gleichen Sonntag landesweit einen auf den 20. Juli datierten Hirtenbrief verlesen, der das Vorgehen der Deutschen gegen Juden anprangerte. Als Reaktion darauf wurden 244 zum Katholizismus konvertierte ehemalige Juden, darunter auch Elvira Sanders-Platz, am 2. August 1942 von der Gestapo verhaftet und über das Durchgangslager Amersfoort in das Durchgangslager Westerbork gebracht. Von dort aus schrieb Elvira am 6. August ihren letzten erhaltenen Brief, in dem sie ihrem Schicksal eine christliche Deutung gab: „Dies ist also meine Auserwählung, das Leiden unseres Herrn mitzutragen.“ Am 7. August wurde Elvira Sanders-Platz mit der Reichsbahn in das Vernichtungslager Auschwitz-Birkenau deportiert und dort am 10. August 1942 in der Gaskammer ermordet.
Elvira Sanders-Platz wurde als Glaubenszeugin in das römisch-katholische deutsche Martyrologium des 20. Jahrhunderts aufgenommen.

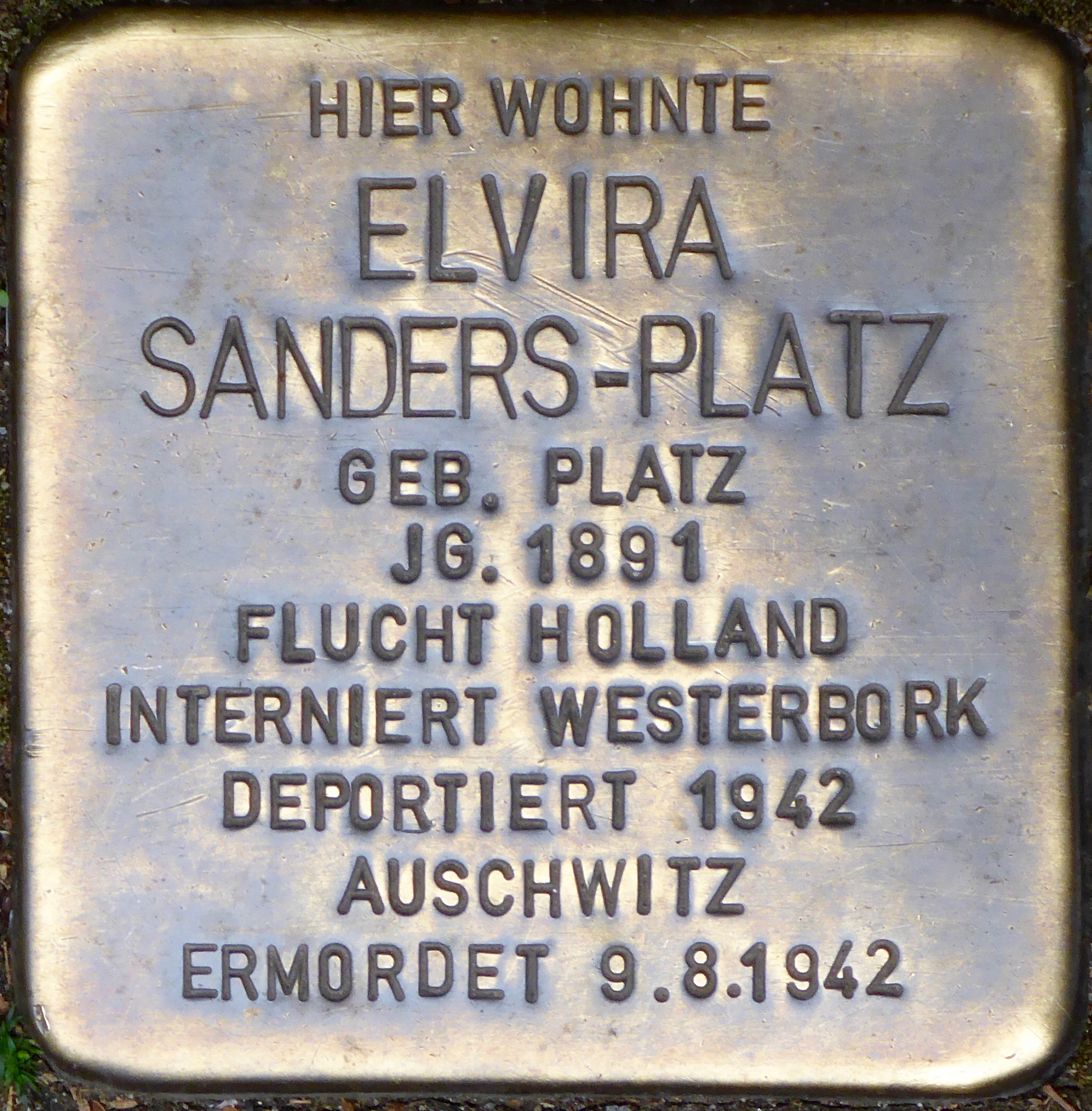
Stolperstein für Elvira Sanders-Platz in Köln